# Лопе (національний парк)
Національний парк Лопе (фр. Parc national de la Lopé) — це національний парк в центральній частині Габону. Хоча його територія переважно складена дощовими лісами, на півночі парк містить останні залишки трав'яних саван, які утворились в Центральній Африці під час останнього Льодовикового періоду, 15 000 років тому. Це був перший заповідник у Габоні, коли заповідник Лопе-Оканда був створений в 1946 році. У 2007 році ландшафт Лопе-Оканда був доданий у список Світової спадщини ЮНЕСКО.

## Флора і фауна
Через складне середовище національний парк містить надзвичайно високе біорізноманіття багатьох таксонів. На сьогоднішній день зареєстровано понад 1550 видів рослин, багато регіонів парку ще належить дослідити повністю. Під час дослідження наземних равликів у парку було виявлено 74 види з 12 різних сімейств. Парк також забезпечує важливе середовище існування для леопарда, захищаючи здорові популяції його здобичі, включаючи червону річкову свиню, африканського лісового буйвола та очеретяного щура. Інші види ссавців, знайдені в цій частині, включають гігантського панголіна, що знаходиться під загрозою зникнення, і деревного ящера.

## Історія людини
Національний парк Лопе та його околиці містять докази майже безперервного перебування людей на цих територіях протягом останніх 400 000 років. Найдавніші інструменти кам’яного віку, відомі на даний момент, були виявлені в Елармекорі в центральній частині долини, на додаток до кількох інших археологічних пам’яток кам’яного віку.  У неоліті, між 3500 і 2000 роками тому, люди банту, можливо, використовували долину під час експансії банту, залишивши після себе залишки полірованих кам'яних сокир і кераміки. У той час на вершинах пагорбів були побудовані невеликі села з великими сміттєвими ямами. Пізніше, коли близько 2000 років тому в долині з’явилася обробка заліза, села на вершині пагорба стали більшими, а поруч з’явилися чавунні печі, і сільське господарство почало процвітати. Хоча було виявлено понад 1600 петрогліфів, датованих приблизно часом початку обробки заліза, здається, що долина була покинута десь між 600 і 1200 роками нашої ери, перш ніж її знову заселили сучасні люди.

## Охорона парку

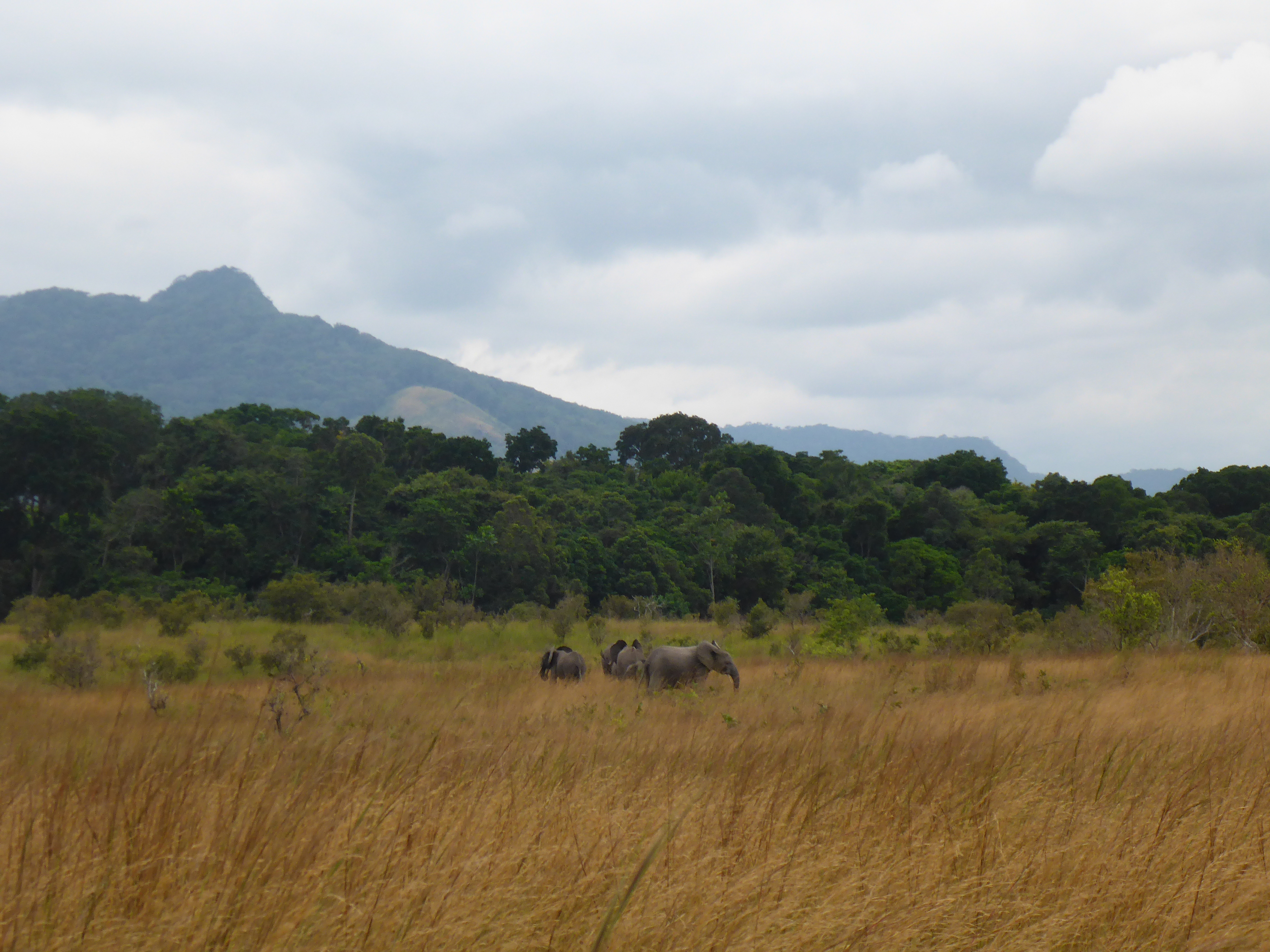
Група лісових слонів в савані Національного парку Лопе.

У парку знаходиться невелика дослідна станція Міконго Зоологічного товариства Лондона, що базується у селі з назвою Міконго. На станції існує інфраструктура для обслуговування туристів, в тому числі кілька шале і велика відкрита їдальня, від якої тропічний ліс знаходиться всього в п'яти метрах. у парку також проводиться Навчальний центр CEDAMM, міжнародний освітній центр охорони природи Товариства охорони дикої природи  (англ. Wildlife Conservation Society, США).